# Metendothenia fulvoflua
Metendothenia fulvoflua es una especie de polilla del género Metendothenia, tribu Olethreutini, familia Tortricidae. Fue descrita científicamente por Diakonoff en 1983.

## Descripción
Los machos de esta especie poseen genitales muy parecidos a los miembros del género Diakonoffiana.

## Distribución
Se distribuye por Madagascar.